# Eugenia zuluensis
Eugenia zuluensis là một loài thực vật có hoa trong Họ Đào kim nương. Loài này được Dummer mô tả khoa học đầu tiên năm 1912.